# Frank Heidermanns
Frank Michael Heidermanns (* 1. Mai 1960 in München) ist ein deutscher Sprachwissenschaftler, Indogermanist und Genealoge.

## Leben
Heidermanns studierte in Münster, Bonn und Köln, wo er sich 1996 habilitierte. Sein Œuvre umfasst germanistische und indogermanistische Themen gleichermaßen. Er ist Schüler u. a. von Elmar Seebold und Jürgen Untermann.
Ihm obliegt die Bearbeitung der Gotischen Grammatik sowie auch der Althochdeutschen Grammatik aus der renommierten Reihe Sammlung kurzer Grammatiken Germanischer Dialekte des Max Niemeyer Verlags. Damit steht er in der Tradition des Begründers Wilhelm Braune und dessen Nachfolgern Karl Helm und Ernst A. Ebbinghaus.
Heidermanns widmet sich auf wissenschaftlichem Niveau auch der Familienforschung und erstellt öffentliche Stammtafeln, in denen er nicht nur seine eigene Familie, sondern die verwandtschaftlichen Verflechtungen innerhalb bedeutender Familien des Bürgertums aus Teilen des heutigen Nordrhein-Westfalen zu verfolgen sucht.

## Auszeichnungen
- 1995: Träger des Offermann-Hergarten-Preises

## Werke
- Etymologisches Wörterbuch der germanischen Primäradjektive. de Gruyter, Berlin – New York 1993, ISBN 3-11-013666-X (kostenpflichtig)
- Gotische Grammatik. 20. Auflage. Max Niemeyer, Tübingen 2004, ISBN 3-484-10850-9.
- Bibliographie zur indogermanischen Wortforschung. Max Niemeyer, Tübingen 2005, ISBN 3-484-73062-5.
- Althochdeutsche Grammatik. Bd. 1. Laut- und Formenlehre. 16. Auflage. De Gruyter, Berlin – Boston 2018, ISBN 978-3-11-051510-7.